# Buma (geslacht)

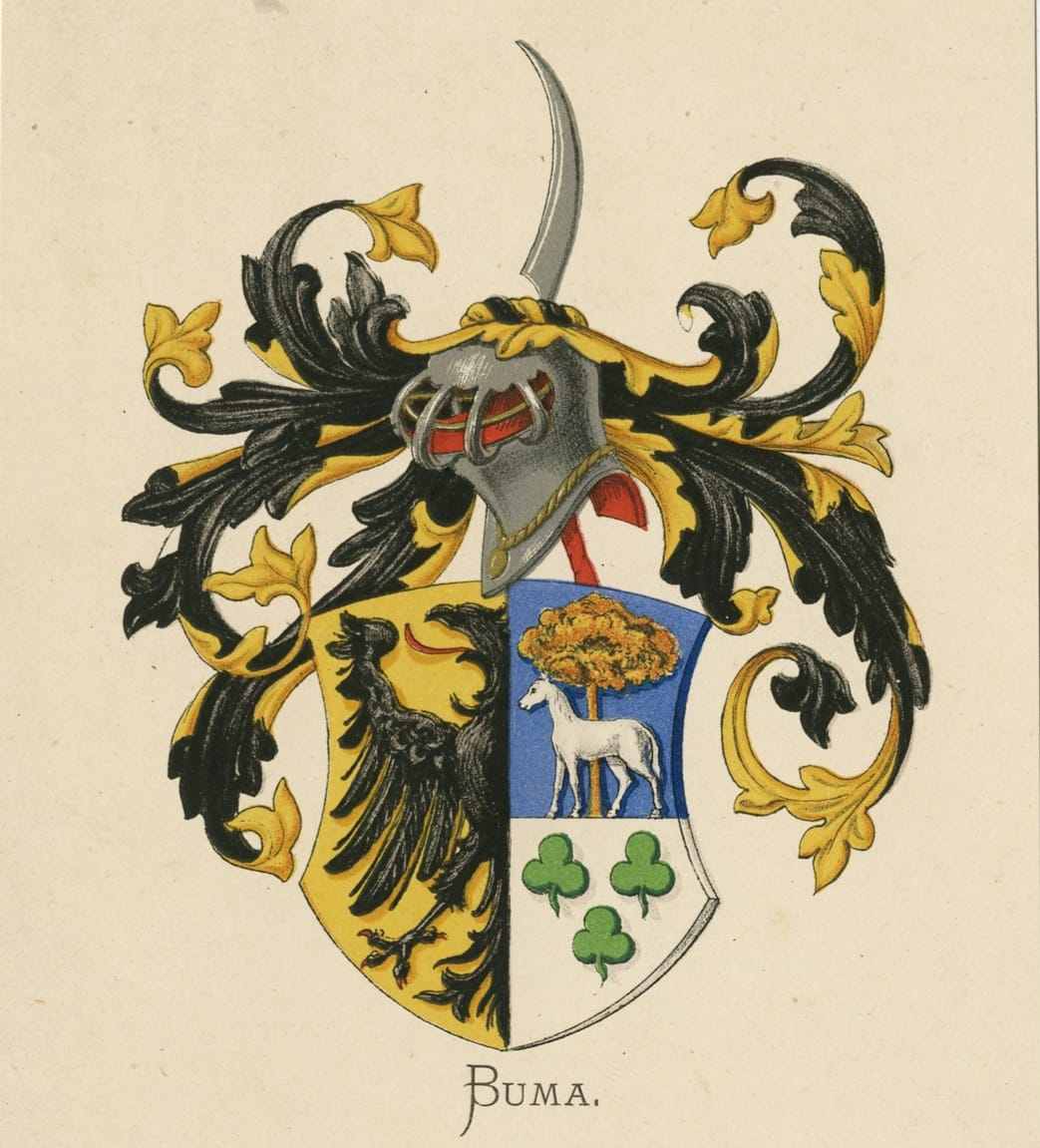
Wapen van de familie Buma

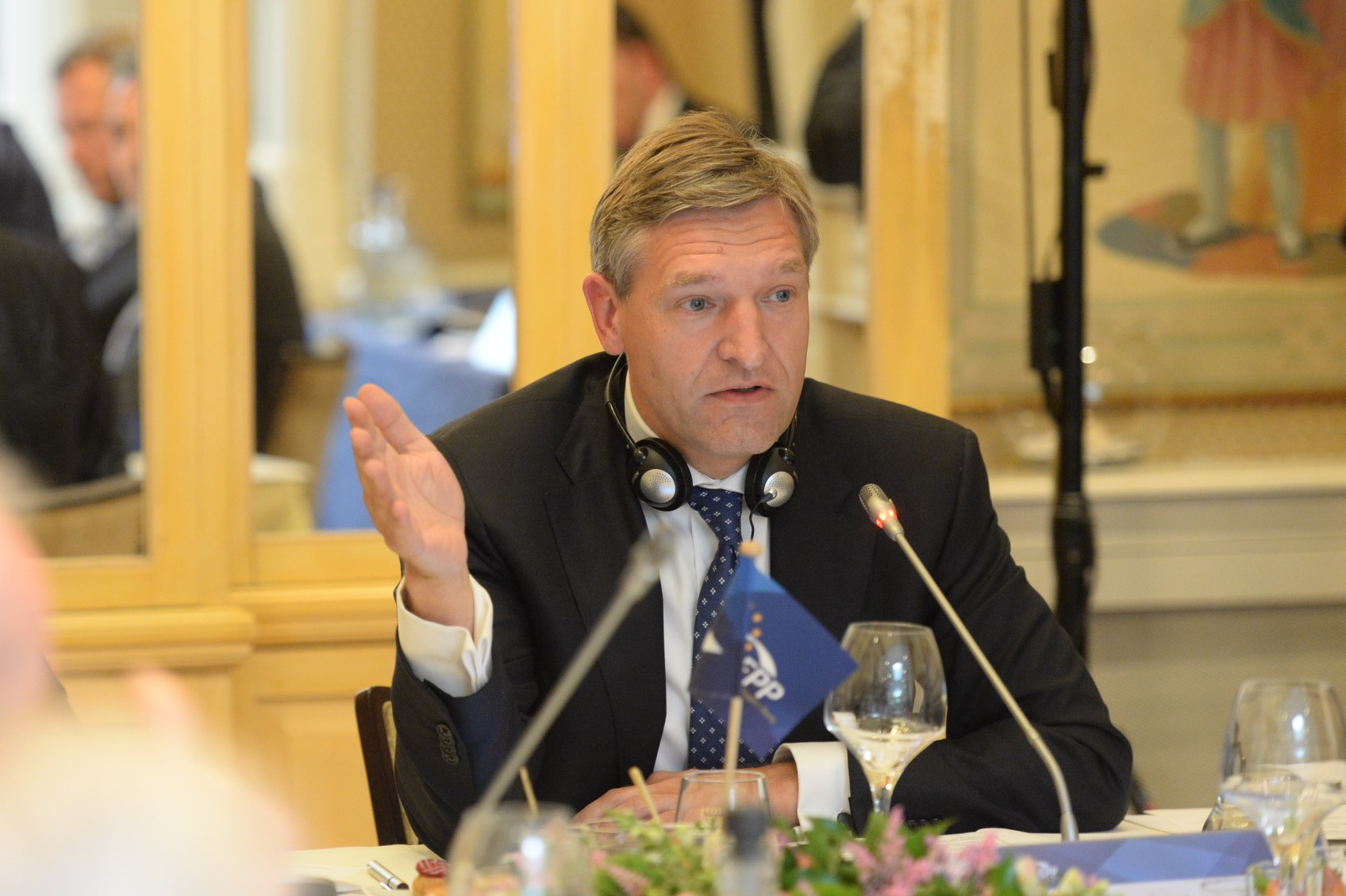
Sybrand van Haersma Buma

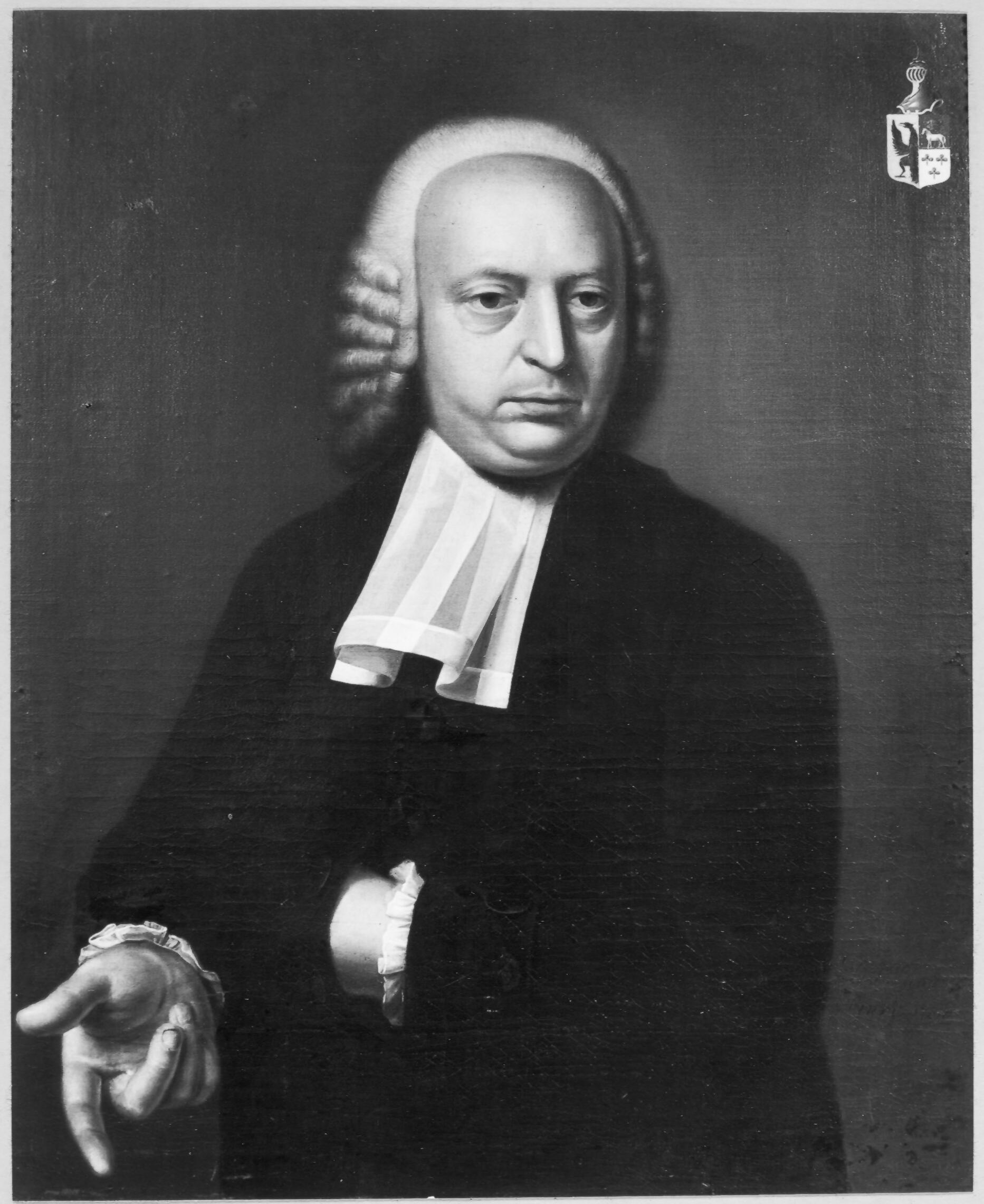
Gerlacus Buma

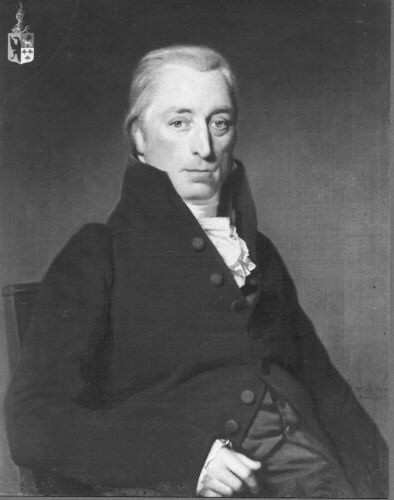
Bernhardus Buma

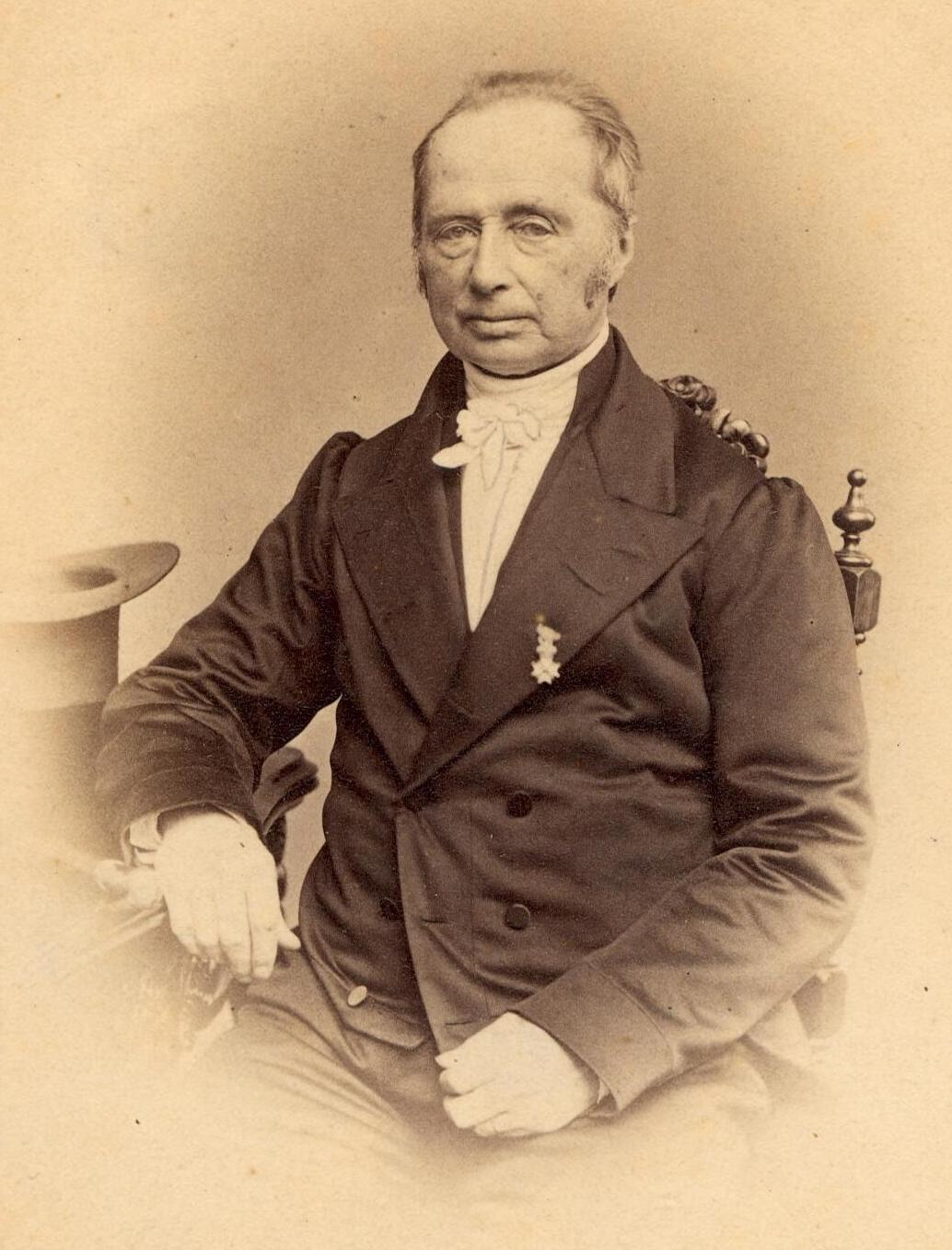
Wiardus Willem Buma

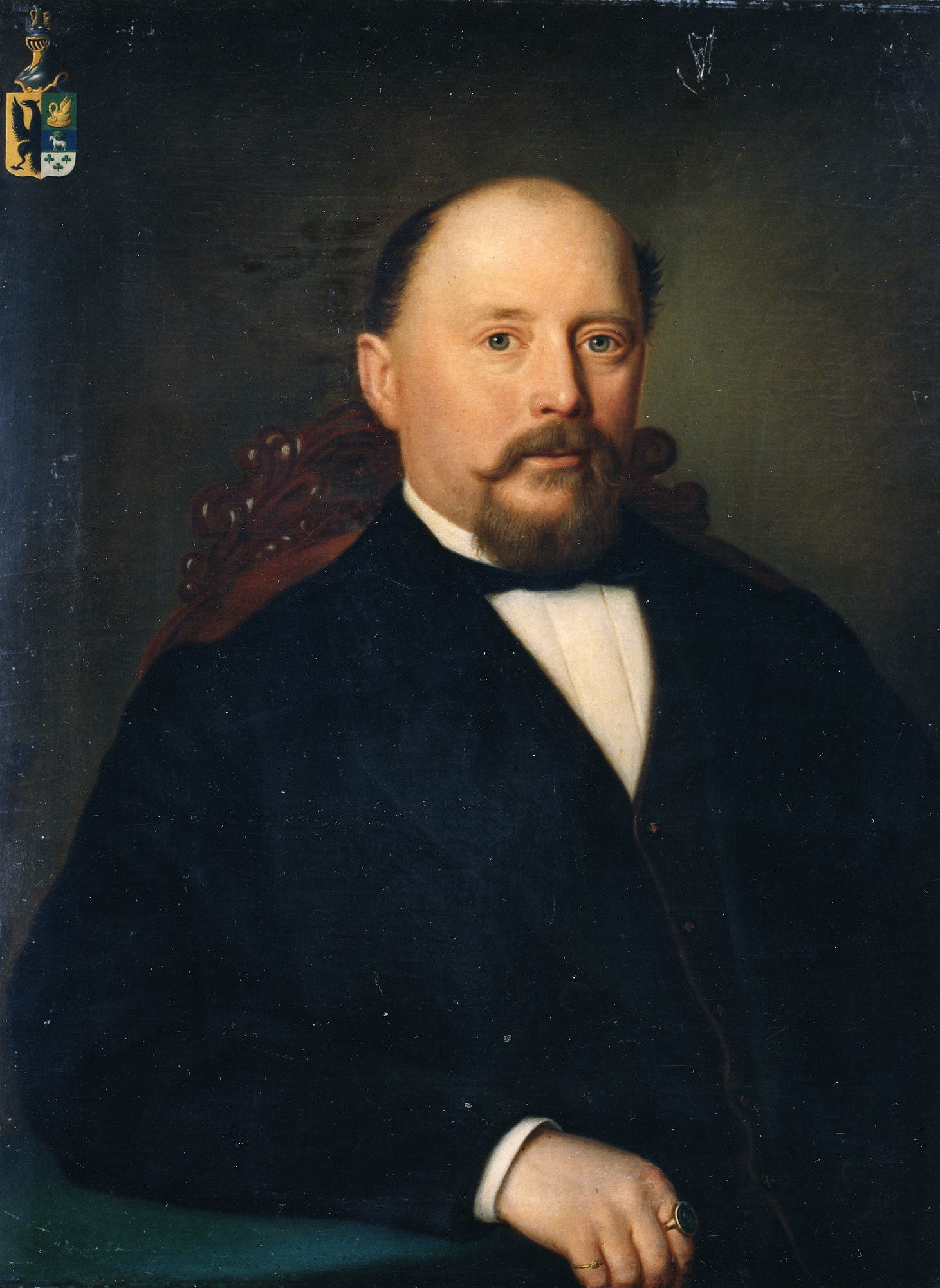
Bernhardus Hopperus Buma

Buma (ook: Van Haersma Buma, Hopperus Buma en Hora Buma) is een Nederlands geslacht afkomstig uit Friesland.

## Geschiedenis
De oudst bekende voorvader, Binse Feddes, woonde rond de wisseling van de 16e naar de 17e eeuw met zijn gezin in Deersum. De naam Buma dankt de familie aan Jouck Goris Buma, die in 1646 trouwde met Binse Feddes' kleinzoon Wijbe Feddes. Jouck Buma stamde van moederskant uit een familie Bu(w)(a)ma, die rond 1600 in Abbega en omstreken woonde.
Aanvankelijk waren de Buma's timmerlieden. Later werden ze grondbezitters en kooplieden. Vanaf mr. Gerlacus Buma (1732-1807) steeg de familie op de maatschappelijke ladder. Hij was onder meer raadsheer en presiderende raad van het Hof van Friesland. Zijn zoon mr. Bernhardus Buma (1770-1838) was burgemeester van Leeuwarden en grietman van Barradeel.
Mr. Wiardus Willem Buma (1802-1873), zoon van voornoemde Bernhardus, trouwde met Maria de With (1803-1878), dochter van Jan Minnema de With (1762-1820) en Catharina van Haersma (1764-1824). Hun zoon Bernhardus (1826-1892) nam de naam Hopperus Buma aan (K.B. d.d. 3 november 1867 nr. 140) en werd daarmee de stamvader van de tak Hopperus Buma. Een andere zoon van dit echtpaar, Sijbrand Buma (1830-1886), kreeg toestemming de voornaam 'Van Haersma' als geslachtsnaam bij de zijne te voegen (K.B. d.d. 30 januari 1870 nr. 13) en werd daarmee de stamvader van de tak Van Haersma Buma.
Een groot aantal leden van dit geslacht werkt(e) binnen het openbaar bestuur, justitie en de krijgsmacht.
Niet elke Buma is familie; onderzoek heeft aangetoond dat degenen die in 1811 de naam Buma droegen behoorden tot zes verschillende families.

## Familiebegraafplaats
In de buurt van het Friese Weidum ligt de particuliere begraafplaats van de Friese Buma's. De boerderij in de buurt droeg zorg voor het onderhoud ervan, door middel van de pachtopbrengst. Op de twee stijlen van het ingangshek staan leeuwen met de wapens van de geslachten Buma en Hora Siccama. Als stichters van dit kerkhof kunnen aangemerkt worden Rolina Maria Hora Siccama en haar man, Bernhardus Buma (1770-1838). In 1839 kwam het kerkhof in het bezit van hun zoon mr. Wiardus Willem Buma (1802-1873); hij bepaalde bij testament dat de nazaten van hem en zijn broers Wibo en Gerlacus op het familiekerkhof begraven mochten worden.

## Enkele telgen
- Mr. Gerlacus Buma (1732-1807), raadsheer en presiderende raad van het Hof van Friesland
  - Mr. Bernhardus Buma (1770-1838), burgemeester van Leeuwarden en grietman van Baarderadeel; trouwde in 1792 met Rolina Maria Hora Siccama, vrouwe van Klinckema (1773-1826), telg uit het geslacht Siccama, stichters van de familiebegraafplaats in 1825/1826
    - Gerlacus Buma (1793-1838), militair[5]
    - Johan Hora Buma, heer van Klinckema (1797-1863), belastingambtenaar en stamvader van de in 1913 uitgestorven tak Hora Buma
    - Mr. Wiardus Willem Buma (1802-1873), onder andere lid Provinciale en Gedeputeerde Staten van Friesland
      - Rolina Maria Buma (1824-1853); trouwde in 1850 met mr. Cornelis Wichers Wierdsma (1823-1902), grietman en burgemeester van Hennaarderadeel
      - Mr. Bernhardus Hopperus Buma (1826-1892), burgemeester van Westdongeradeel en Kollumerland en Nieuwkruisland
        - Wiardus Willem Hopperus Buma (1865-1934), burgemeester van Hennaarderadeel en luitenant schutterij
          - Barend Hopperus Buma (1896-1958), burgemeester van Doniawerstal, Haskerland en Smallingerland
          - Bernard Wiardus Hopperus Buma (1902-1961), bankier
            - Mr. Wiardus Willem (Wiete) Hopperus Buma (1926-2009), burgemeester (PvdA) van Dwingeloo en Warnsveld
            - Johannes Cornelis Hopperus Buma (1927-1981), militair
              - Mr. Bernard Wiardus (Wiete) Hopperus Buma (1953), militair, met zijn verwant Sybrand van Haersma Buma schrijver van de biografie van zijn familielid de militair Gerlacus Buma (1793-1838)

      - Mr. Jan Minnema Buma (1828-1900), burgemeester en lid gemeenteraad van Franeker
      - Mr. Sijbrand van Haersma Buma (1830-1886), griffier aan het provinciale gerechtshof te Leeuwarden (1870-74), advocaat en procureur te Amsterdam (1877) en Apeldoorn (1881)
        - Mr. Wiardus Willem van Haersma Buma (1868-1927), burgemeester van Oostdongeradeel en kantonrechter van Emmen
        - Bernhardus van Haersma Buma (1875-1960), bankier
          - Mr. Sybrand Marinus van Haersma Buma (1903-1942), burgemeester (CHU) van Stavoren en Wymbritseradeel
            - Mr. Bernhard van Haersma Buma (1932-2020), burgemeester (CHU, CDA) van Workum en Sneek
              - Mr. Sybrand van Haersma Buma (1965), voormalig fractievoorzitter en partijleider CDA; per 26 augustus 2019 burgemeester van Leeuwarden

          - Bernhardus Wibo van Haersma Buma (1911-2002), hoofd Bescherming Bevolking te Harlingen en hoofd Bureau Vereniging Bedrijfszellbescherming in de Scheepvaarthoek te Rotterdam
            - Anna Adriana Sophia van Haersma Buma (1943); trouwde in 1970 met Eric Johan Carl Kamerling (1943-2021), burgemeester

          - Willem Henri van Haersma Buma (1917-2002), kolonel
            - Mr. Michiel van Haersma Buma (1951), voormalig burgemeester en dijkgraaf (VVD) van het hoogheemraadschap van Delfland

        - Ronald Daniël van Haersma Buma (1878-1956), verzekeringsdirecteur; trouwde in 1907 met jkvr. Christina Maria Tjarda van Starkenborgh Stachouwer (1886-1975), dochter van de burgemeester en latere Commissaris der Koningin van Groningen jhr. mr. dr. Edzard Tjarda van Starkenborgh Stachouwer en telg uit het geslacht Tjarda van Starkenborgh
          - Ir. Wiardus Willem van Haersma Buma (1908-2003), hoofdingenieur-directeur Rijkswaterstaat
            - Bodina Diderika van Haersma Buma (1940); trouwde in 1965 met Willem Frans Ewoud baron van der Feltz (1940-2013), burgemeester en telg uit het geslacht Van der Feltz
            - Ronald Daniël van Haersma Buma (1944), oud-CEO verzekeringsbedijf; trouwde in 1969 met Ludolphine Emilie barones Schimmelpenninck van der Oye (1944), telg uit het geslacht Schimmelpenninck van der Oye en voormalige bewoners van kasteel Duivenvoorde

    - Mr. Wybe Bernhardus Buma (1807-1848), grietman van Baarderadeel
      - Mr. Bernhardus Jouke Buma (1835-1874), burgemeester van Hemelumer Oldephaert en Noordwolde en Utingeradeel
        - Mr. Wibo Bernhardus Buma (1861-1945), advocaat en procureur, voorzitter waterschappen, lid gemeenteraad Leeuwarderadeel
          - Anna Maria Catharina Buma (1889-1963), lid provinciale onderwijsraad van Friesland; trouwde in 1911 met jhr. Joan Quarles van Ufford (1888-1921), burgemeester van Workum en in 1936 met mr. Adrianus van der Minne (1903-1963), gemeentearchivaris en -bibliothecaris van Leeuwarden
          - Anna Adriana Sophia Buma (1893-1984); trouwde in 1913 met Anthonij Engelbert Hannema (1887-1972), lid gemeenteraad, wethouder en burgemeester van Harlingen, lid Provinciale Staten van Friesland

## Andere Buma's
Dr. Lieuwe Annes Buma, de stichter van de Buma Bibliotheek, behoort niet tot deze familie. Hij is, evenals zijn ouders, broers en zussen begraven op een familiebegraafplaats in Smallebrugge. Deze begraafplaats met historische klokkenstoel heeft enige bekendheid omdat hij sinds 1876 wordt onderhouden vanuit een legaat van Dr. L.A. Buma.
Geslachten die opgenomen zijn in het sinds 1910 verschijnende genealogische naslagwerk Nederland's Patriciaat. Lijst volgens opgave van het CBG Centrum voor familiegeschiedenis.
A · B · C · D · E · F · G · H · I · J · K · L · M · N · O · P · Q · R · S · T · U · V · W · Y · Z